# توماس سیوری
توماس سیوری (انگلیسی: Thomas Savery‎/ˈseɪvəri/‎؛ حدود ۱۶۵۰–۱۵ مه ۱۷۱۵) مخترع، و مهندس انگلیسی بود. او اولین وسیله تجاری مورد استفاده با بخار را اختراع کرد، پمپ بخار که اغلب به عنوان موتور سیوری شناخته می‌شود. پمپ بخار سیوری یک روش انقلابی برای پمپاژ آب بود که برای حل مشکل زهکشی معادن و تأمین آب عمومی گسترده عملی شد.

طرح شماتیک عملکرد موتور سیوری. موتور با بسته بودن سوپاپ‌های a و c و باز بودن سوپاپ‌های b و d آب را به داخل می‌مکد. آب را با دریچه‌های a و c باز و دریچه‌های b و d بسته به سمت بالا هل می‌دهد.

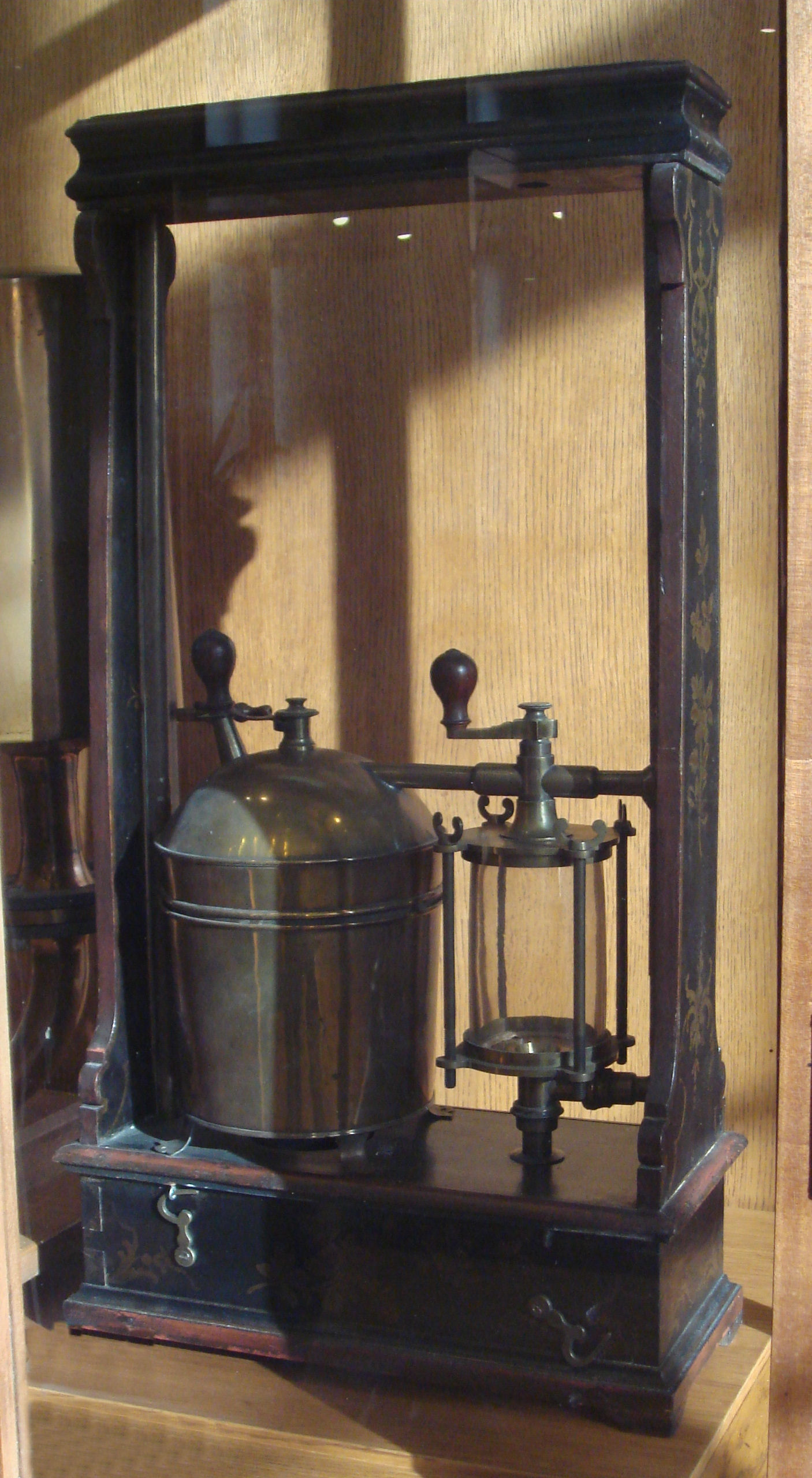
پمپ آتش‌نشانی، سیستم سیوری، ۱۶۹۸